# Лора от сутрин до вечер
„Лора от сутрин до вечер“ е български игрален филм от 2011 година. Филмът е дебют в киното както за режисьора Димитър Коцев-Шошо, така и за голяма част от актьорския състав. Въпреки че е заснет без държавно финансиране, „Лора от сутрин до вечер“ успява да се наложи по кината в България.

## Актьорски състав
- Миленита – Лора
- Мартен Роберто – куриер
- Христо Петков – Гладкият
- Димо Алексиев – Тихомир Тихов, заместник-министър на икономиката
- Ива Гочева – Силвето
- Юлиан Ковалевски – Мустакът
- Радена Вълканова – шефката
- Георги Петров – Джаба
- Радослав Парушев – сервитьор

## Любопитни факти
- Филмът е с бюджет от само 10 000 лв. и е сниман с фотоапарат (Canon 7D).
- Режисьорът на филма Димитър Коцев-Шошо е син на популярния български актьор Константин Коцев.
- На 17 юни 2012 г. се излъчва ексклузивно само по bTV, основен медиен партньор на филма.